# Odontomyia argentata
Odontomyia argentata är en vapenfluga som beskrevs 1794 av Johan Christian Fabricius. Arten ingår i släktet Odontomyia och familjen Stratiomyidae. Inga underarter finns listade i Catalogue of Life.
Arten har ett stort utbredningsområde som sträcker sig från tempererade Europa, via Storbritannien och Skandinavien, och vidare österut genom Ryssland till Kina och Mongoliet.